# Паролито (Мачерата)
Паролито (итал. Parolito) насеље је у Италији у округу Мачерата, региону Марке.
Према процени из 2011. у насељу је живело 71 становника. Насеље се налази на надморској висини од 296 м.